# Gaffelmakreel
De gaffelmakreel of vorkpompano (Trachinotus ovatus) is een straalvinnige vis uit de familie van horsmakrelen (Carangidae) en behoort tot de orde van baarsachtigen (Perciformes). De vis is gemiddeld 35 cm en kan maximaal 70 cm lang en 2,8 kg zwaar worden.

## Leefomgeving
De gaffelmakreel komt voor in de oostelijke Atlantische Oceaan, ten zuiden van Ierland tot in Afrika. Komt in de Noordzee alleen voor als dwaalgast. De vis prefereert een subtropisch klimaat. De diepteverspreiding is 50 tot 200 m onder het wateroppervlak.

Sinds 1976 zijn er waarnemingen in de Oosterschelde.

## Relatie tot de mens
De gaffelmakreel is voor de beroepsvisserij van minder groot belang, maar wel populair bij zeehengelaars en verder is de vis te zien in openbaar toegankelijke aquaria.